# Hurvamorden (film)
Hurvamorden är en svensk TV-thriller från 1986 av Jan Hemmel med Ernst-Hugo Järegård, Olle Lind, Anette Norberg och Håkan Mohede med flera. Filmen baserar sig på verkliga händelser. 

## Handling
En sen kväll i september 1951 brinner kvarnägaren Allan Nilssons hus ner till grunden. Förste polisman som är på plats är fjärdingsman Tore Hedin. Inne i det nedbrunna huset hittas resterna av Allan Nilsson. Hedin gör allt tillsammans med sina kollegor för att finna den som utförde det fruktansvärda brottet. Vad ingen vet är att det är Hedin som tidigare varit på platsen och mördat Allan Nilsson och bränt ner hans hus. Han klarar sig dock undan misstankar, men när han möter kärleken förlorar han besinningen och mördar nio personer till. Misstankarna riktas nu helt mot den då före detta fjärdingsmannen Tore Hedin och efter ett dygns letande hittas Hedin på botten av Bosarpssjön.

## Om filmen
Filmen ingår i TV-serien Skånska mord som visades på TV2 den 4 april 1986 och kom ut på video i april 1996.

## Rollista
- Ernst-Hugo Järegård - Tore Hedin
- Håkan Mohede - Allan Nilsson
- Georg Årlin - landsfiskal Gustavsson
- Olle Lind - överkonstapel Bengtsson
- Thomas Ungewitter - kriminalkonstapel Flodqvist
- Karin Nordström - föreståndarinnan Agneta
- Anette Norberg - vårdbiträdet Karin
- Ann Gelbar-Söderberg - Tores mor
- Rune Ek - Tores far
- Nils Ahlroth - Allans far